# Penrosada rubescens
Penrosada rubescens är en fjärilsart som beskrevs av Butler 1873. Penrosada rubescens ingår i släktet Penrosada och familjen praktfjärilar. Inga underarter finns listade i Catalogue of Life.